# Johannes de Bruin

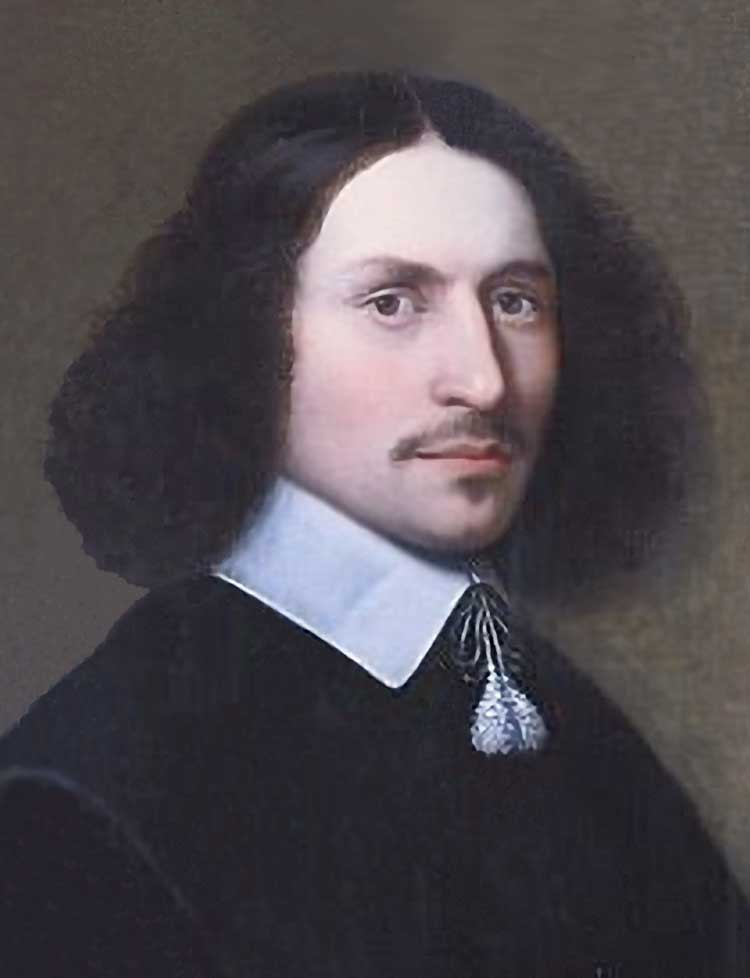
Johannes de Bruin

Johannes de Bruin (auch: Bruyn; * 25. August 1620 in Gorinchem; † 21. Oktober 1675 in Utrecht) war ein niederländischer Philosoph, Physiker und Mathematiker.

## Leben
De Bruin war vermutlich ein Sohn des wegen seiner Glaubensüberzeugungen in Gorinchem angesiedelten Floris de Bruin und dessen Frau Jannetje Adriaanse. Seine Ausbildung hatte er in Herzogenbusch bei Samuel Maresius (auch: Desmarets, 1599–1673) absolviert. Seine Studien begann er an der Universität Leiden, wo er sich am 6. Juli 1639 immatrikuliert hatte und bei Adrianus Heereboort (um 1614–1661) seine ersten akademischen Unterweisungen erhielt. Seine Studien setzte er 1643 an der Universität Utrecht fort, wo er sich unter der Leitung von Jacobus Ravensperg (1615–1650) mit Mathematik beschäftigte.
Nachdem er in Utrecht den akademischen Grad eines Magisters der Philosophie erworben hatte, wechselte er wieder an die Universität Leiden, wo er selbst Vorlesungen zur Mathematik hielt. Nach dem Tod von Ravensperg wurde er 1652 außerordentlicher Professor der Physik und Mathematik und 1656 ordentlicher Professor. 1660 soll er zudem den Lehrstuhl der Logik übernommen haben, wobei er Hugo Grotius behandelte und daneben auch anatomische Vorlesungen hielt. De Bruin war seit 1652 ein Anhänger von René Descartes und entwickelte ab 1660 dessen Cartesianismus für einige Jahre zur dominanten Richtung in Utrecht. Zudem hatte er sich auch an den organisatorischen Aufgaben der Utrechter Hochschule beteiligt und war in den Jahren 1663/64 sowie 1672/74 Rektor der Alma Mater.
Er war 1652 mit einer Tochter eines Kaufmanns und der Schwester Daniel Elzevirs verheiratet. Aus der Ehe stammen zwei Kinder, die jedoch jung verstarben.

## Werke
- De vi altrice.
- De corporum gravitate et levitate.
- De cognitione Dei naturali.
- De lucis causis et origine.
- Epistola ad Isaacum Vossium de natura et proprietate lucis. 1663
- Defensio Philosophiae Cartesianae contra Vogelzangum. 1670

## Weblink
- Catalogus Professorum Academiae Rheno-Traiectinae (niederländisch)